# Sychnomerus barbiger
Sychnomerus barbiger är en skalbaggsart som beskrevs av Bates 1885. Sychnomerus barbiger ingår i släktet Sychnomerus och familjen långhorningar.
Artens utbredningsområde är:
- Guatemala.
- Honduras.

Inga underarter finns listade i Catalogue of Life.